# 16 gennaio
Il 16 gennaio è il 16º giorno del calendario gregoriano. Mancano 349 giorni alla fine dell'anno (350 negli anni bisestili).

## Eventi
- 27 a.C. – Ottaviano ottiene il titolo di augusto dal Senato romano
- 1120 – Concilio di Nablus, assemblea di prelati e nobili del crociato Regno di Gerusalemme, nella quale furono stabilite le prime leggi scritte del regno. Voti monastici dei Cavalieri templari dinanzi al patriarca di Gerusalemme Gormond de Picquigny.
- 1362 – Una delle più grandi mareggiate del Mare del Nord distrugge l'Isola di Strand e la città di Rungholt
- 1547 – In Russia viene incoronato zar Ivan il Terribile
- 1556 – Carlo V cede le corone di Spagna, Castiglia, Sicilia e delle Nuove Indie al figlio Filippo II
- 1572 – Il Duca di Norfolk viene processato per tradimento per il ruolo svolto nel Piano Ridolfi, il quale mirava a ripristinare il cattolicesimo in Inghilterra
- 1581 – Il Parlamento inglese mette fuori legge la Chiesa Cattolica Romana
- 1605 – La prima edizione di El ingenioso hidalgo Don Quijote de la Mancha (libro primo del Don Chisciotte della Mancia), di Miguel de Cervantes, viene pubblicata a Madrid
- 1761 – I britannici strappano Pondicherry (India) ai francesi
- 1777 – Il Vermont dichiara l'indipendenza dallo Stato di New York
- 1780 – Rivoluzione americana: battaglia di Cape St. Vincent
- 1795 – I francesi occupano Utrecht, nei Paesi Bassi
- 1809 – I britannici sconfiggono i francesi nella battaglia di La Coruña
- 1847 – John C. Fremont viene nominato governatore del nuovo Territorio di California
- 1909 – La spedizione di Ernest Shackleton trova il Polo Sud Magnetico
- 1916 – Nasce l'Associazione Scouts Cattolici Italiani
- 1919 – Il XVIII emendamento - che autorizza il Proibizionismo - viene approvato dal Congresso degli Stati Uniti. Entrerà in vigore l'anno seguente, il 16 gennaio 1920
- 1920 – Entra in vigore negli USA il Proibizionismo
- 1934 – Italo Balbo sbarca a Tripoli in veste di nuovo Governatore della Libia
- 1938 – Memorabile concerto di Benny Goodman alla Carnegie Hall, con Gene Krupa alla batteria. Il pezzo finale è Sing, sing, sing (scritta da Louis Prima), che diventerà uno Standard jazz
- 1945 – Adolf Hitler si trasferisce nel suo bunker sotterraneo, il cosiddetto Führerbunker
- 1956 – Il presidente dell'Egitto Gamal Abd el-Nasser promette di riconquistare la Palestina
- 1957 – Il Cavern Club apre a Liverpool
- 1969 – Lo studente cecoslovacco Jan Palach si dà fuoco in Piazza San Venceslao a Praga
- 1970 – Richard Buckminster Fuller riceve la medaglia d'oro dall'American Institute of Architects
- 1977 – I Fratelli Marx vengono introdotti nella Motion Picture Hall of Fame
- 1979 – Lo Scià Mohammed Reza Pahlevi lascia l'Iran e si rifugia in Egitto
- 1991
  - Stati Uniti d'America: assieme ad altri 27 paesi alleati, effettuano l'attacco all'Iraq per l'Invasione del Kuwait
  - Italia: nasce Studio Aperto, il telegiornale di Italia 1 (si tratta della prima testata giornalistica di Fininvest e Mediaset)
- 1992 – Funzionari governativi e ribelli di El Salvador firmano gli Accordi di pace di Chapultepec, a Città del Messico, che pongono fine a 12 anni di guerra civile costata almeno 75.000 morti
- 1994 – Italia: il presidente della Repubblica Oscar Luigi Scalfaro scioglie le Camere; finisce così la Prima Repubblica
- 1995 – Giappone: un violento terremoto colpisce la regione del Kansai, provocando più di 4.000 morti
- 1998 – La NASA annuncia che John Glenn ritornerà nello spazio con un volo dello Space Shuttle Discovery nell'ottobre di quell'anno
- 1999 – Viene lanciato Pinterest
- 2002
  - John Ashcroft annuncia che il cosiddetto "Talebano americano", John Walker Lindh, verrà processato negli Stati Uniti.
  - Il Consiglio di sicurezza delle Nazioni Unite stabilisce all'unanimità un embargo sulle armi e il congelamento dei beni di Osama bin Laden, Al-Qaida, e dei Talebani restanti
- 2003
  - Lo Space Shuttle Columbia decolla per la missione STS-107 che sarà la sua ultima. Il Columbia si disintegrerà in fase di rientro 16 giorni dopo
  - Viene varata la legge anti-fumo dal parlamento italiano; questa legge impedisce di fumare negli spazi pubblici
- 2006 – Ellen Johnson Sirleaf giura come presidente della Liberia: è la prima donna eletta a diventare un capo di Stato in Africa
- 2016 – Un attentato terroristico in Burkina Faso in un hotel a Ouagadougou causa 23 morti
- 2021 – Viene fondata Stellantis, società di diritto olandese nata dalla fusione tra i gruppi FCA e PSA.
- 2023 – Dopo 30 anni di latitanza viene arrestato il boss di Cosa Nostra Matteo Messina Denaro.

## Nati
Ci sono circa 1 190 voci su persone nate il 16 gennaio; vedi la pagina Nati il 16 gennaio per un elenco descrittivo o la categoria Nati il 16 gennaio per un indice alfabetico.

## Morti
Ci sono circa 530 voci su persone morte il 16 gennaio; vedi la pagina Morti il 16 gennaio per un elenco descrittivo o la categoria Morti il 16 gennaio per un indice alfabetico.

## Feste e ricorrenze

### Religiose
Cristianesimo:
- Santi Berardo, Ottone, Pietro, Accursio e Adiuto, protomartiri dell'Ordine Serafico
- San Dana (Danatte), martire
- San Furseo, abate
- San Giacomo, protovescovo di Tarantasia
- Santa Giovanna da Bagno di Romagna, monaca camaldolese
- San Giuseppe Vaz, missionario
- San Leobazio, abate
- San Marcello I, papa
- San Melas, vescovo di Rinocorura
- Sant'Onorato di Arles, vescovo
- Sant'Onorato di Fondi, abate
- Santa Priscilla di Roma, matrona
- San Tiziano di Oderzo, vescovo di Oderzo
- San Triviero (Troverio), sacerdote
- San Valerio di Sorrento, eremita e vescovo
- Beato Giacomo da Luino, religioso
- Beato Giuseppe Tovini, laico cattolico, terziario francescano
- Beata Juana María Condesa Lluch, fondatrice delle Ancelle di Maria Immacolata

Religione romana antica e moderna:
- Natale della Concordia nel Foro